# Las bostonianas (película)
The Bostonians es una película anglo-estadounidense de 1984, dirigida por James Ivory. Protagonizada por Christopher Reeve, Vanessa Redgrave y Madeleine Potter en los papeles principales. Basada en la novela homónima de Henry James.

## Argumento
Olive (Vanessa Redgrave) es una activa feminista que se enamora de una joven, Verena Tarrant (Madeleine Potter), cuya oratoria la beneficia. El primo de Olive, Basil Ransome (Christopher Reeve) también se fija en ella, a pesar de que las convicciones progresistas chocan con su ideología conservadora.

## Reparto
- Vanessa Redgrave - Olive Chancellor
- Christopher Reeve - Basil Ransome
- Jessica Tandy - Señorita Birdseye
- Madeleine Potter - Verena Tarrant
- Nancy Marchand - Señora Burrage
- Wesley Addy - Dr. Tarrant
- Barbara Bryne - Señora Tarrant
- Linda Hunt - Dr. Prance
- Nancy New - Adeline
- Jon Van Ness - Henry Burrage
- Wallace Shawn - Señor Pardon

## Premios
- Premio National Society of Film Critics 1985 : a la mejor actriz (Vanessa Redgrave)

Candidata a los siguientes premios
- Premio Oscar a la mejor actriz 1985 (Vanessa Redgrave) y al mejor vestuario (Jenny Beavan y John Bright)
- Premio BAFTA 1985 al mejor vestuario
- Premio Globo de Oro 1985 : a la mejor actuación- drama (Vanessa Redgrave)
- Premio British Society of Cinematographers 1984 : a la mejor fotografía (Walter Lassally)

## Comentarios
Las bostonianas es una película que responde a varios intereses de James Ivory: el análisis sobre el choque de culturas (la liberal de Boston, frente a la tradicional del sur estadounidense) y la crítica hacia el arribismo. Todo ello en un formato pretendidamente académico -muy del gusto del director de Regreso a Howards End y Lo que queda del día, al que muchos reprocharon su languídez formal y haber traicionado el espíritu subversivo de Henry James, por más que se supiese jugar con la imagen personal proyectada por la actriz principal, Vanessa Redgrave. Con todo fue probablemente el primer éxito comercial de Ivory, quien en solo dos años se convertiría en el estandarte del clasicismo, a raíz del estreno de Una habitación con vistas.